# حنا نامه
حنا نامه (فارسية تعني كتاب التميز) هي قصيدة مثنوية فارسية مكونة من 487 مقطعًا من تأليف عثمان مختاري في تاباس في الفترة 500-508 (1105-13 م)، عندما كان في بلاط السلاجقة في كرمان . القصيدة مهداة إلى حاكم طبس يمين الدولة (المعروف أيضًا باسم حسام الدين يمين الدولة شمس المعالي أبو المظفر أمير إسماعيل الجيلكي)، ويمكن قراءتها على أنها "خطاب طلب" يوضح مهارة عثمان مختاري في عمله شاعر بلاط. وقد وُصفَت بأنها ربما تكون أكثر قصائد البلاط إثارة للاهتمام من القصائد المخصصة للجيلكي.

## الشكل الفني
تعتبر هذه القصيدة فريدة من نوعها بين قصائد المثنوية لأنها تصور شاعرًا شابًا يُختبر، ليس من شاعر أكثر خبرة كما هو الحال في القصائد الفارسية الأخرى في العصور الوسطى، ولكن من منجم. علاوة على ذلك، فالقصيدة فريدة من نوعها أيضًا لأنها تتضمن سلسلة من الألغاز (عشرة في المجموع) حول المثل الروحية والفكرية والعسكرية للملك. وهذه بدورها لها بنية مميزة: كل منها يحتوي على عشرة مقاطع تطرح أسئلة أخلاقية، تليها مقطعان يقدم فيهما الشاعر إجاباته. وتُعد الألغاز على وجه الخصوص بمثابة دليل على براعة مختاري في الوصف الشعري. تُعد هذه القصيدة أيضًا من بين أقدم القصائد التي كُتبت بالبحر الخفيف.

## المحتويات
تبدأ القصيدة بمسح كوني، ينزل من السماء إلى الأرض قبل أن يبلغ ذروته في مدح الله ورسوله. ويروي النصف الثاني من القصيدة العملية العكسية: سعى الشاعر إلى الانتقال من الوجود الدنيوي إلى الكمال الروحي. ويحقق ذلك بالذهاب في رحلة ومقابلة أحد المنجمين، الذي يختبر حكمته بالألغاز.
وقد ترجمها إلى الإنجليزية أ. أ. سيد جواهر.